# Шлямин, Александр Николаевич
Александр Николаевич Шлямин — советский хозяйственный, государственный и политический деятель. Заслуженный строитель РСФСР.

## Биография
Родился 23 июня 1928 г. в с. Сума Пудожского района. Член КПСС. Окончил Петрозаводский государственный университет.
С 1949 года — на хозяйственной, общественной и политической работе. В 1949—1982 гг. — в 1956 г. — второй секретарь ЦК ЛКСМ Карело-Финской ССР, первый секретарь Карельского обкома комсомола, в 1956 году первый секретарь Кондопожского райкома партии, в 1960 г. — заведующий транспортно-промышленном отделом Карельского обкома КПСС, в 1961 г. первый секретарь Петрозаводского горкома партии, в 1966 г. — секретарь Карельского обкома КПСС, с 1972 г. — заместитель, затем первый заместитель министра промышленности и строительных материалов РСФСР.
Избирался депутатом Верховного Совета Карельской АССР.
Делегат XXII и XXIII съездов КПСС.
Умер в Москве 2 июля 1982 года.